# Smittia zavreli
Smittia zavreli är en tvåvingeart som beskrevs av Fittkau, Schlee och Reiss 1967. Smittia zavreli ingår i släktet Smittia och familjen fjädermyggor. Inga underarter finns listade i Catalogue of Life.